# Lycaeides buchara
Lycaeides buchara är en fjärilsart som beskrevs av Forster 1936. Lycaeides buchara ingår i släktet Lycaeides och familjen juvelvingar. Inga underarter finns listade i Catalogue of Life.